# مذبحة هولا
مذبحة هولا هي مذبحة ارتكبتها القوات الاستعمارية البريطانية خلال انتفاضة ماو ماو عام 1959، وذلك في معسكر اعتقال استعماري في بلدة هولا جنوب شرق كينيا.

## الأحداث
أُنشئ معسكر هولا لاعتقال الكينيين المصنفين كمتشددين ضد الحكومة البريطانية. وقد بلغ عدد المعتقلين في المعسكر 506 معتقلًا بحلول يناير 1959، احتُجز منهم 127 معتقلًا في معسكر مغلق منعزل. كان هذا المعسكر الأكثر عزلة مخصصًا لأكثر المعتقلين تمردًا، واللذين رفضوا حتى مع التهديد باستخدام القوة الانضمام إلى "عملية إعادة التأهيل" الاستعمارية أو القيام بأعمال يدوية أو الامتثال للأوامر. وضع قائد المعسكر خطةً لإجبار 88 معتقلًا على الاذعان للأوامر سميت "خطة كوان". وفي 3 مارس 1959، نفّذ قائد المعسكر هذه الخطة، مما أسفر عن مقتل 11 معتقلًا ضربًا بالهراوات على يد الحراس. ونجى من الموت 77 معتقلًا أصيبوا جميعًا بإصابات بالغة ودائمة.

## محاولات إخفاء الجريمة
نُشر أول تقرير عن هذه الحادثة في صحيفة "إيست أفريكان ستاندرد ‏"، وأفاد المقال في صفحته الأولى عن وفاة 10 أشخاص في معسكر اعتقال هولا. ونقلت الصحيفة عن "بيان رسمي" من السلطات الاستعمارية: "كان الرجال ضمن مجموعة قوامها نحو 100 شخص يعملون في حفر الأخاديد. ووقعت الوفيات بعد أن شربوا الماء من عربة مياه كان يستخدمها جميع أفراد المجموعة العاملة وكذلك الحراس."
ظهرت معلومات إضافية عن الحادثة في الأسابيع التي تلت التقارير الأولية. لذا فُتح تحقيق للطب الشرعي في الوفيات، وتبين أن المعتقلين القتلى لم يموتوا بسبب شرب مياه فاسدة، وإنما نتيجة تعرضهم للعنف. وقال الطبيب الشرعي: "لقد ماتوا إما بسبب احتقان الرئة أو صدمة ونزيف إثر كدمات متعددة وإصابات أخرى، كما يبدو أن إصابات عدد من أعضاء حركة ماو ماو تتوافق مع ادعاءاتهم بتعرض السجناء غير المتعاونين للضرب على يد الحراس، بموافقة القائد على ما يبدو". وفي عدد يونيو 1959 من مجلة تايم، نُشر تقرير بعنوان "فضيحة هولا"، والذي وصف الأحداث التي جرت، كما ذكر أنه في 3 مارس 1959، اقتيد 85 سجينًا إلى الخارج وأُمروا بالعمل، لكن "العشرات منهم سقطوا أرضًا رافضين العمل" وتعرضوا للضرب على يد الحراس، وبعد انتهاء الاعتداء، كان 11 سجينًا يحتضرون، واحتاج 23 آخرون إلى العلاج في المستشفى.

## ردود الفعل والتداعيات

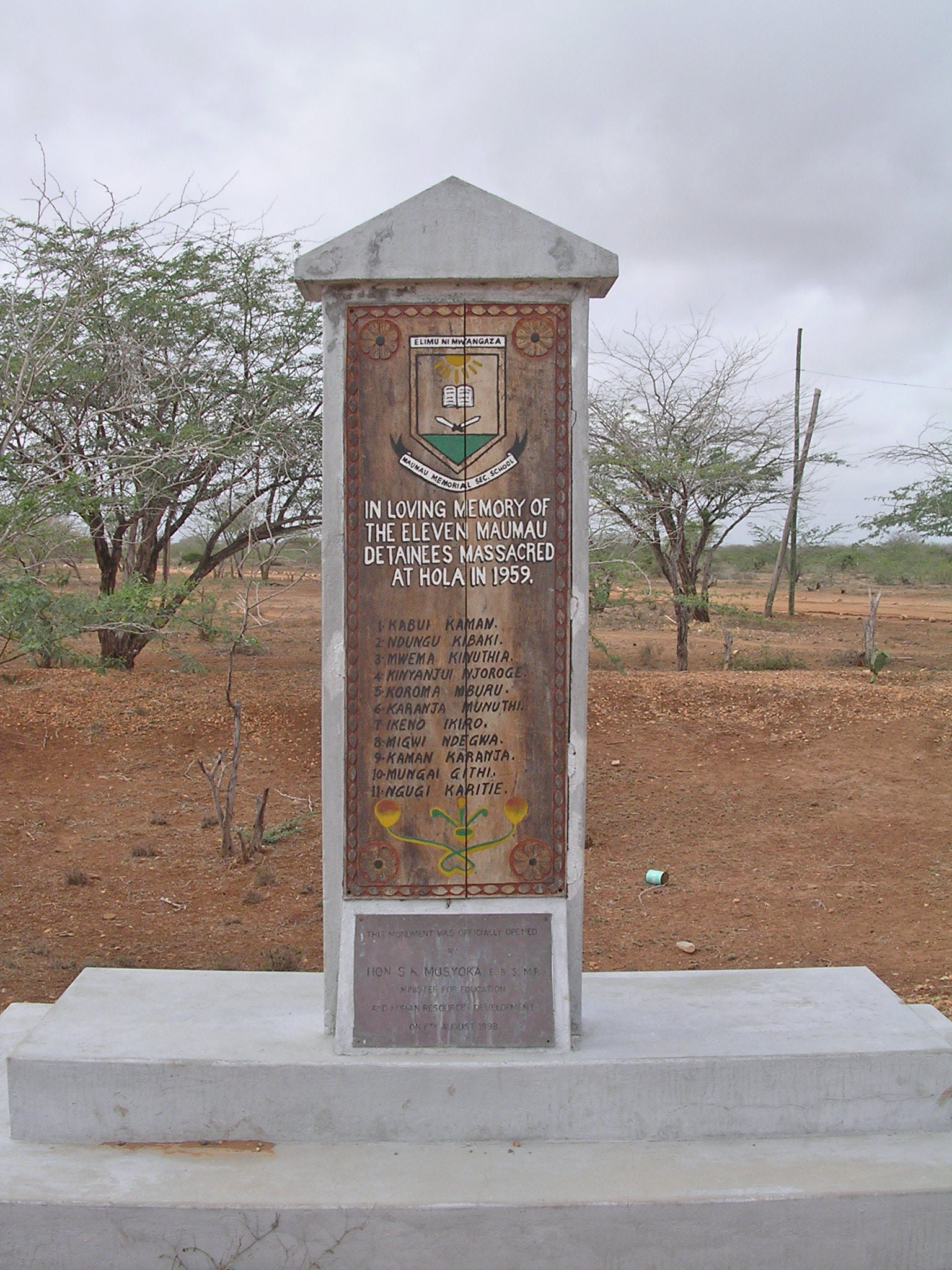
يخلد هذا النُصّب أعضاء حركة ماو ماو الأحد عشر الذين قتلوا بالمذبحة.

ضغطت السمعة السيئة والسلبية على البرلمان البريطاني لاتخاذ إجراءات لإنقاذ صورة بريطانيا المتدهورة آنذاك. لذا أُغلقت معسكرات الاعتقال الاستعمارية في جميع أنحاء كينيا، وأُطلق سراح السجناء بعد فترة وجيزة. ثم بُذلت محاولات لإيجاد طريقة للحفاظ على المصالح البريطانية في أفريقيا دون استخدام القوة، مما أدى بشكل غير مباشر إلى تسريع استقلال المستعمرات البريطانية في أفريقيا.